# Sortvattnet
Sortvattnet är en sjö i Ljusdals kommun i Hälsingland och ingår i Ljusnans huvudavrinningsområde. Sjön är 30 meter djup, har en yta på 0,734 kvadratkilometer och befinner sig 224,1 meter över havet.

## Delavrinningsområde
Sortvattnet ingår i det delavrinningsområde (684403-150778) som SMHI kallar för Utloppet av Sortvattnet. Medelhöjden är 261 meter över havet och ytan är 6,68 kvadratkilometer. Det finns inga avrinningsområden uppströms utan avrinningsområdet är högsta punkten. Vattendraget som avvattnar avrinningsområdet har biflödesordning 4, vilket innebär att vattnet flödar genom totalt 4 vattendrag innan det når havet efter 150 kilometer. Avrinningsområdet består mestadels av skog (85 procent). Avrinningsområdet har 0,74 kvadratkilometer vattenytor vilket ger det en sjöprocent på 11 procent.